# Championnats d'Afrique de tennis de table 2007
Navigation
Championnats d'Afrique 2004 Championnats d'Afrique 2008
Les Championnats d'Afrique de tennis de table 2007, dix-septième édition de la compétition continentale, ont lieu du 10 au 17 février 2007 à Brazzaville en République du Congo,,.

## Médaillés
| Épreuves | Or                                     | Argent                             | Bronze                                                                              |
| -------- | -------------------------------------- | ---------------------------------- | ----------------------------------------------------------------------------------- |
| Hommes   |                                        |                                    |                                                                                     |
| Simple   | Ahmed Saleh (en)                       | El-Sayed Lashin (en)               | Mohamed Sofiane Boudjadja                                                           |
| Simple   | Ahmed Saleh (en)                       | El-Sayed Lashin (en)               |                                                                                     |
| Double   | El-Sayed Lashin (en) Ahmed Saleh (en)  | Emad Moselhy Ahmed Nadim           |                                                                                     |
| Double   | El-Sayed Lashin (en) Ahmed Saleh (en)  | Emad Moselhy Ahmed Nadim           |                                                                                     |
| Équipe   | Égypte                                 | Nigeria                            | Algérie Mohamed Sofiane Boudjadja Idir Khourta Abdel Hakim Djaziri Fatah Ourahmoune |
| Équipe   | Égypte                                 | Nigeria                            | Afrique du Sud                                                                      |
| Femmes   |                                        |                                    |                                                                                     |
| Simple   | Yang Fen                               | Offiong Edem (en)                  |                                                                                     |
| Simple   | Yang Fen                               | Offiong Edem (en)                  |                                                                                     |
| Double   | Cecilia Offiong (en) Offiong Edem (en) | Raghd Magdy Bacent Othman (en)     |                                                                                     |
| Double   | Cecilia Offiong (en) Offiong Edem (en) | Raghd Magdy Bacent Othman (en)     |                                                                                     |
| Équipe   | Nigeria                                | Égypte                             | Tunisie                                                                             |
| Équipe   | Nigeria                                | Égypte                             | République du Congo                                                                 |
| Mixte    |                                        |                                    |                                                                                     |
| Double   | Suraju Saka Yang Fen                   | Monday Merotohun (en) Offiong Edem |                                                                                     |
| Double   | Suraju Saka Yang Fen                   | Monday Merotohun (en) Offiong Edem |                                                                                     |